# Zebrzydowa
Zebrzydowa (dawniej niem. Siegersdorf) – wieś w Polsce, położona w województwie dolnośląskim, w powiecie bolesławieckim, w gminie Nowogrodziec.

## Położenie
Miejscowość leży w sąsiedztwie drogi wojewódzkiej DW357. Przez wschodni kraniec wsi, w szerokiej pradolinie przepływa rzeka Kwisa. Natomiast od strony północno-zachodniej rozciągają się Bory Dolnośląskie – jeden z największych kompleksów leśnych w Polsce.

## Podział administracyjny
| SIMC    | Nazwa     | Rodzaj    |
| ------- | --------- | --------- |
| 1063528 | Lesieniec | część wsi |

W latach 1975–1998 miejscowość administracyjnie należała do województwa jeleniogórskiego.

## Historia
Wieś stanowiła własność m.in. Nostitzów, Gersdorfów i miasta Lubania.

## Transport
W miejscowości przecinają się ważne trasy samochodowe Bolesławiec-Zgorzelec, oraz Lubań-Osiecznica. Dodatkowo krzyżują się tu dwa szlaki kolejowe Wrocław-Węgliniec i Jelenia Góra-Żagań.
Miejscowość dzieli się na dwie części, starszą – południową (przy DK94), dawniej zwaną Zebrzydowa Wieś oraz młodszą – północną niegdyś zwaną Zebrzydowa Stacyjna. Część południowa ma charakter bardziej rolniczy, natomiast część północna związana z linią kolejową ma typowo robotniczą zabudowę.

## Przemysł
Największym zakładem przemysłowym w Zebrzydowej była fabryka wyrobów glinianych i cegły założona przez Fryderyka Hoffmanna (Siegersdorfer Werke Friedrich Hoffmann), otwarta w 1872 r. Z wyrobów fabryki wybudowano między innymi: stację metra Jannowitzbrücke w Berlinie, rzeźnię miejską w Zagrzebiu, elektrownię w Cecheuta w Argentynie.

## Zabytki
Na listę zabytków Narodowego Instytutu Dziedzictwa wpisany jest park z poł. XIX w. W parku rośnie dąb szypułkowy Zenon (400 lat), buk Boryna (250 lat).
We wsi znajduje się kościół pw. Podwyższenia Krzyża Świętego wzniesiony w latach 1977-86 w miejscu starszej świątyni, obok wieża z 1606 z renesansowym portalem z herbami rodzin von Schonaich i von Zedlitz.

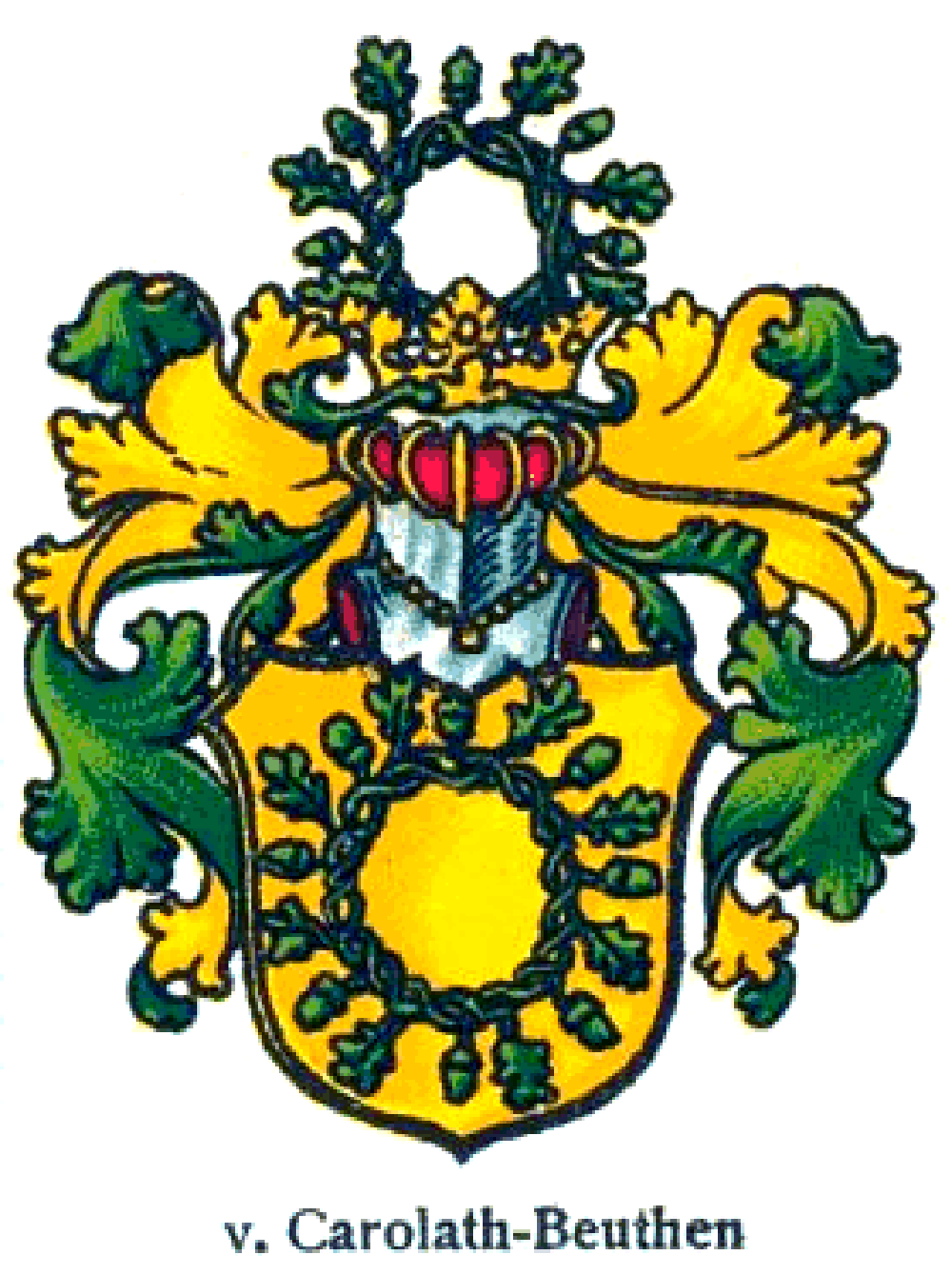
Herb von Schonaich
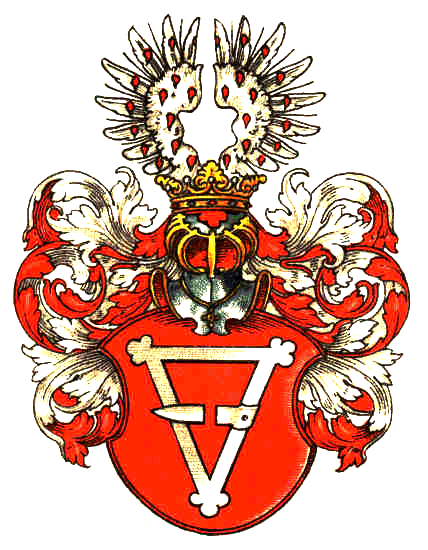
Herb von Zedlitz
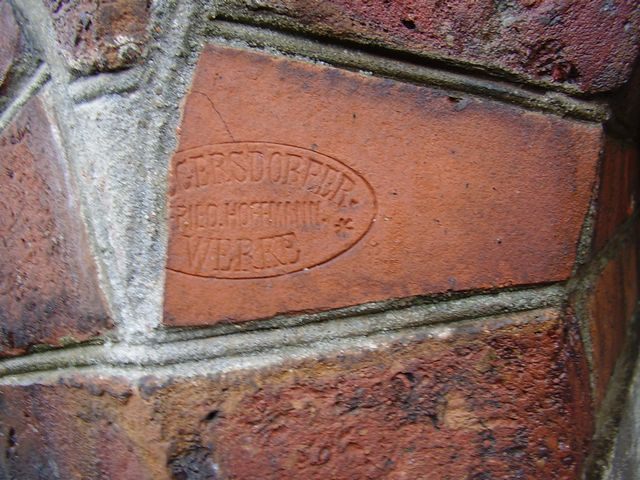
Cegła z Zebrzydowej

Na jednym z budynków dworcowych rośnie bluszcz pospolity o obwodzie 55 cm, uznawany za najstarszy w Polsce (ok. 110-150 lat).